# جلان تريفيرو
جلان تريفيرو (بالإنجليزية: Glen Trifiro)‏ هو لاعب كرة قدم أسترالي في مركز الوسط، ولد في 10 يوليو 1989 في Baulkham Hills ‏ في أستراليا. شارك مع منتخب أستراليا تحت 20 سنة لكرة القدم. أما مع النوادي، فقد لعب مع سنترال كوست مارينرز وماركوني ستاليونز ونادي جنوب ملبورن ونادي سيدني يونايتد 58.

## وصلات خارجية
- جلان تريفيرو على موقع قاعدة بيانات كرة القدم.إي يو (الإنجليزية)
- جلان تريفيرو على موقع Soccerway.com (الإنجليزية)
- جلان تريفيرو على موقع عالم كرة القدم.نت (الإنجليزية)